# Siedlung Paddenpuhl
Die Siedlung Paddenpuhl ist eine in den 1920er und 1930er Jahren im expressionistischen Stil erbaute Wohnsiedlung im Berliner Ortsteil Reinickendorf mit insgesamt 557 Wohnungen, die um das Breitkopfbecken als Zentrum entstand. Der Name der Siedlung geht auf den ehemaligen Teich Paddenpuhl (Niederdeutsch für ‚Krötenteich‘) zurück, der später in Breitkopfbecken umbenannt wurde. Die drei- und viergeschossigen Putzbauten mit Walmdächern wurden hauptsächlich von Fritz Beyer entworfen, im zweiten Bauabschnitt arbeiteten auch Josef Scherer und Erich Dieckmann mit. Für die Außenanlagen war der bekannte Garten- und Landschaftsplaner Erwin Barth verantwortlich. Die bemerkenswerte Siedlung ist ein gelistetes Baudenkmal.

## Geschichte
Zwischen 1925 und 1930 wuchs der Ortsteil Reinickendorf um 23.000 Menschen, weshalb man mit dem Bau der Siedlung schon 1927 begann. Die Siedlung wurde in zwei Bauabschnitten, 1927–1929 und 1936/1937, von der Heimstättengesellschaft Primus mbH erbaut. Im ersten Bauabschnitt, 1927–1929, wurden die Wohnhäuser längs der Ostseite der Kopenhagener Straße und die Bauten beidseitig der Klemkestraße erbaut. Durch den Mauerbau 1961 hatte die Klemkestraße ihre verbindende Funktion verloren, sodass sie seitdem abrupt hinter den Eisenbahnbrücken der ehemaligen Kremmener Bahn und Nordbahn vor dem Mauerstreifen endete. Die Wohnhäuser längs der Ostseite der Kopenhagener Straße wurden 1951/1952 von der Gemeinnützigen Siedlungs- und Wohnungsbaugesellschaft mbH (GSW) nach Kriegszerstörungen abgeändert, allerdings auf vorgegebenem Grundriss wiederaufgebaut. Man verzichtete in den Jahren der Mangelwirtschaft jedoch auf die Dekorationselemente. Zudem wurde 1951/1952 eine Litfaßsäule aufgestellt, die 2019 unter Denkmalschutz gestellt wurde und sich so dem von 1951/1952 erbauten Ensemble unter Denkmalschutz anschließt. Die Siedlung ist inzwischen im Eigentum der Deutsche Wohnen, die von 2016 bis 2017 eine flächendeckende Sanierung der Wohnungs- und Treppenhausfenster sowie der Haus- und Hoftüren der Siedlung veranlasst hat. Dafür wurde der Deutschen Wohnen der Bauherrenpreis des Bezirks Reinickendorf verliehen.

## Beschreibung
Die Siedlung wird durch mehrfarbig gestaltete Fenster und die ebenso bunten Hausecken und Einfassungen der Loggien charakterisiert. Die gezackten Bögen und bunten Säulen verleihen den Gebäuden einen kräftigen Kontrast zu den bestehenden Erkern. In das Ensemble legen sich die von Erwin Barth gestalteten Außenflächen, wie die des Breitkopfbeckens und der Klemkepark. Die Siedlung Paddenpuhl hebt sich mit ihrer dekorativen Gestaltung in einem Kontrast von der sich in der Nähe befindlichen, im Stil der Neuen Sachlichkeit geschaffenen Weißen Stadt ab.